# Mamoum
Mamoum est un village de la commune de Nganha située dans la Région de l'Adamaoua et le département de la Vina au Cameroun.

## Population
Lors du recensement de 2005, on y a dénombré 81 habitants dont 38 de sexe masculin et 43 de sexe féminin, tandis que les diagnostics du Plan communal de développement (PCD) de la commune de Nganha, réalisé en 2013, ont permis de recenser 458 personnes dont 232 de sexe masculin et 226 de sexe féminin.

## Climat
Nganha bénéficie d'un climat tropicalavec une température moyenne de 23,62 °C. Le mois de mars est le plus chaud de l'année avec une température moyenne de 24,6 °C tandis que janvier est le mois le plus froid avec une température moyenne de 21,5 °C. Cependant, cette température peut diminuer jusqu'à atteindre 12,8 °C en décembre, comme elle peut s'élever à 31,5 °C en février.
Concernant les précipitations, on note une variation de 291 mm tout au long de l'année entre 221 mm en août et 0 mm en décembre.

## Projets sociaux et économiques
Le Plan communal de développement de 2013 a mis en place plusieurs projets pour améliorer les conditions de vie des habitants. Ces projets visent le développement au niveau de l'infrastructure, l'agriculture, l'industrie animale, l'éducation, la santé publique et d'autres secteurs. Ces projets impliquaient tous les villages de la commune de Nganha, et notamment Mamoum.

### Projets sociaux
Il y avait 5 projets prioritaires dont le coût estimatif total de 30 300 000 Francs CFA. Deux parmi ces projets se focalisaient sur l'éducation : la construction d'un bloc de deux salles de classe et son équipement en table-banc ainsi que la construction de bloc latrines à l'EP de Mamoum . On a aussi programmé la construction d'un forage équipé, l'aménagement d’une aire de jeux et l'appui technique, financier et sanitaire des personnes vulnérables à Mamoum.

### Projets économiques
Sur le plan économique, on a planifié la construction d’un magasin de stockage, l'étude de faisabilité pour l'électrification rurale ainsi que la construction d'un hangar marché. Ces projets devraient coûter dans les 46 500 000 Francs CFA.